# H!T Music Channel
A H!T Music Channel egy 24 órás zenecsatorna volt, amely 2010 és 2022 között működött. Zenei kínálata hasonló volt a VH1 zenetévéhez, hiszen a retró slágereken kívül napjaink zenéit is felvonultatta.

## Története
A DIGI nem tudott megállapodni az MTV Networksszel a csatornák áráról, ezért szánta el magát arra a lépésre, hogy kivette csomagjaiból a VIVA, az MTV, és a Comedy Central csatornákat. Nemcsak Magyarországról tűnt el a cégcsoporthoz tartozó három csatorna, a romániai DIGI minden leányvállalata szerződést bontott az amerikai Viacomhoz tartozó adókkal. A változás során az MTV helyét átvette a Music Channel, a Viva helyett pedig a H!T Music Channel került be. A logó alatt látható volt egy óra, amely a román 1 Music Channel verzióból jött át. 2010 júniusától a csatorna már online is elérhetővé vált társcsatornájával együtt az interneten. 2012 januárjában a sikeres magyar indulása után elindult a csatorna román változata is. Később visszakerült az MTV és a VIVA a DIGI kínálatába, de a csatornák nem szűntek meg. A román arculati verzióval sugárzott 2012-től 2022-es megszűnéséig.
Megszűnését 2022. június 27-én jelentették be, több testvércsatornájával együtt.
Utolsó klipje az ABBA Thank You For the Music című száma volt. A csatorna 2022. szeptember 1-jén 00:02-kor szűnt meg a Music Channellel együtt, így a csatorna helyén azóta az év október közepéig egy monoszkóp volt látható, majd 1,5 hónap után fekete képernyőre váltották. A csatorna weboldala közel egy hétig működőtt, de majd egy héttel később a weboldalát is megszűntették. A magyar adásváltozat megszűnése után a csatorna jelenleg csak Romániában fogható.

## Műsorok
- Booty Time
- Club H!T Back
- Insomnia
- Mus!c Breakfast
- Party Non-Stop
- Summer H!TS
- Sunday L!VE Fever
- Top 5 @ 5
- Only '80s @8
- Only '90s @9
- Top 10 H!ts Now
- ! Love The ('80s '90s '00s '10s)
- 100% Hu
- Top 15
- Then And Now
- Class of (1980-2021)
- Band & Solo
- All T!me Alternat!ve/Ballads/Dance/Mov!e/Rock/Urban H!ts
- V!deo D!sco
- !con
- Vs.
- Morn!ng After